# Брюнель, Ален
Ален Брюнель (фр. Alain Bruneel) — французский политик, бывший депутат Национального собрания Франции, член Коммунистической партии.

## Биография
Родился 7 марта 1952 г. в городе Туркуэн (департамент Нор). В 14 лет начал работать на текстильной фабрике, с 1968 года начал участвовать в деятельности Союза молодых христиан, а затем вступил в Коммунистическую партию.
В 1999 году Ален Брюнель становится мэром поселка Левард. В 2004 году прошел по списку левых в Региональный совет Нор-Па-де-Кале, где возглавил группу коммунистов; в 2010 году был переизбран. В 2011 году был избран в Генеральный совет департамента Нор от кантона Дуэ-Сюд, после чего покинул Региональный совет.
На выборах в Национальное собрание 2017 г. сменил Жана-Жака Канделье в качестве кандидата в традиционно коммунистическом 16-м избирательном округе департамента Нор и одержал убедительную победу. В Национальном собрании входил в состав Комиссии по экономическим вопросам.
Ален Брюнель считает приоритетным вопросом защиту здоровья и государственного медицинского обеспечения. 10 сентября 2018 года он выпустил музыкальный видео-трек, который собрал несколько миллионов просмотров в социальных сетях. Видео-трек рассказывает о страданиях больничного персонала, осуждает отсутствие инвестиций в здравоохранение и призывает к мобилизации граждан на защиту государственных больниц. Он также вносит законопроект о введении моратория на закрытие больничных коек и медицинских учреждений. В сентябре 2019 года он появляется в Национальном собрании в белом халате, чтобы «донести голос больничного персонала» до депутатов.
Убежденный сторонник бесплатного проезда на школьном транспорте, Ален Брюнель выступил инициатором законопроекта, поданного 24 января 2018 года. Этот законопроект, докладчиком которого он также являлся, обсуждался 8 марта 2018 года и был отклонен Национальным собранием.
На выборах в Национальное собрание в 2022 году Ален Брюнель был кандидатом от коалиции левых сил по 16-му округу департамента Нор, но проиграл во втором туре кандидату от Национального объединения Матьё Машьо.

## Занимаемые выборные должности
01.1999 — 07.07.2017 — мэр коммуны Левард 

28.03.2004 — 23.04.2011 — член Регионального совета Нор-Па-де-Кале 

27.03.2011 — 29.03.2015 — член Генерального совета департамента Нор от кантона Дуэ-Сюд 

20.06.2017 — 21.06.2022 — депутат Национального собрания Франции от 16-го избирательного округа департамента Нор  

с 24.11.2022 — мэр коммуны Левард 